# Smörgåspålägg
För andra betydelser, se Pålägg.

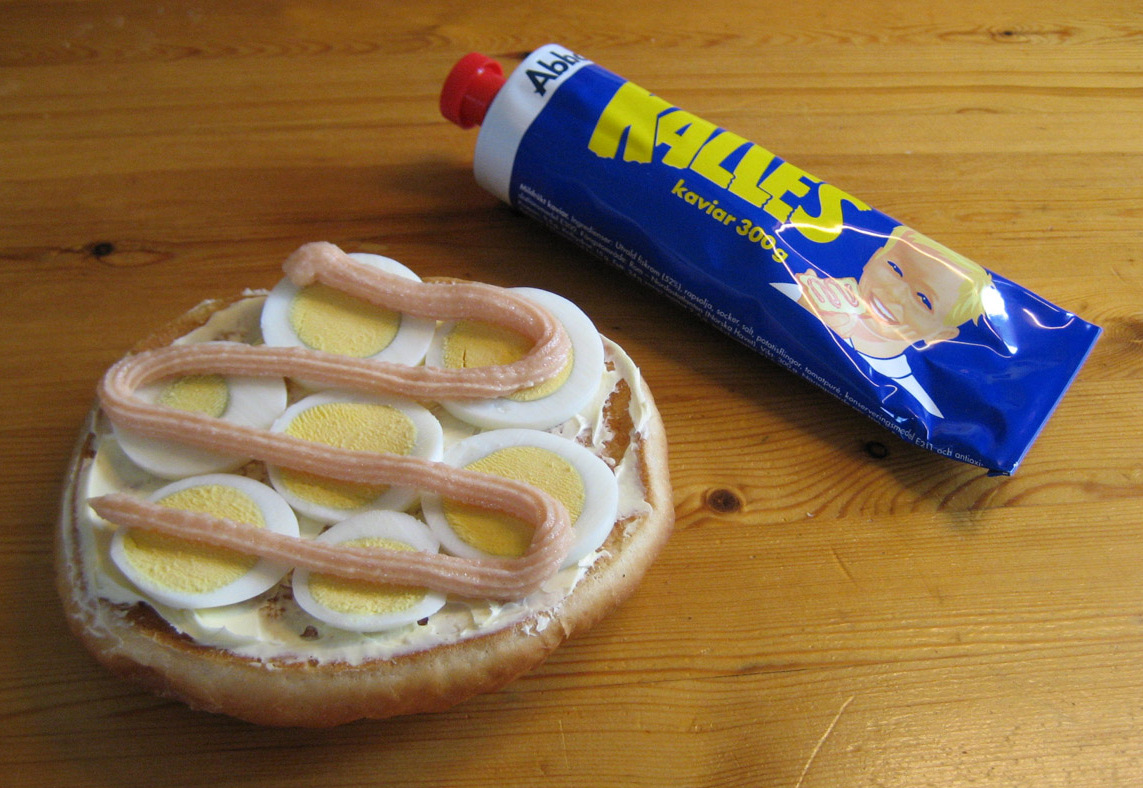
Skivat kokt ägg och smörgåskaviar är exempel på smörgåspålägg i Sverige.

Smörgåspålägg eller bara pålägg är det tillbehör man har på en smörgås. Köttpålägg såsom olika typer av skivad skinka och korv kallas ibland smörgåsmat.
Smör brukar i modern tid inte räknas som pålägg. Sovel är ett äldre ord som förekom särskilt i vissa sydsvenska dialekter men finns med i Svenska Akademiens ordlista och Svensk ordbok. Det härstammar från 1300-talet och syftar på det som man äter till potatis eller bröd, och då räknas även smör med. Att ha både smör och ett pålägg på smörgåsen var länge en lyx, som kallades att tvesovla eller dubbelsovla. I USA brer man generellt inte smör på smörgåsen.
Pålägg kan variera mellan länder och olika typer av smörgåsar. Exempel på pålägg är skivad korv (exempelvis medvurst och salami), hårdost, cream cheese, leverpastej (främst i norra och östra Europa), marmelad, sylt, honung, ägg, skinka, fiskkonserver, gurka (smörgåsgurka), tomat och sallad. Veganer har vissa specifika pålägg, exempelvis Tartex och hummus.
I Skandinavien finns mjukost på tub med många olika smaksättningar. Den första mjukosten på tub lanserades i Norge under 1920-talet. Livsmedel i tub är något som i början av 2000-talet fortfarande är ovanligt i stora delar av världen.
Särskilt i en sandwich eller smörgåstårta förekommer pålägg såsom majonnäs, senap och dressingar.

## Pålägg globalt
Många länder har pålägg som ofta är populära i landet men kanske inte i andra länder:
- Smörgåskaviar (Sverige)
- Messmör (Sverige)
- Ajvar (Serbien, Nordmakedonien)
- Jordnötssmör (USA)
- Marmite (Storbritannien)
- Nutella (Italien, Tyskland)
- Vegemite (Australien)